# Bogorejo (Sumber)
Bogorejo is een bestuurslaag in het regentschap Rembang van de provincie Midden-Java, Indonesië. Bogorejo telt 1223 inwoners (volkstelling 2010).